# سیارک ۲۵۱۸۳
سیارک ۲۵۱۸۳ (به انگلیسی: 25183 Grantfisher، نام‌گذاری: 1998SJ115) بیست و پنج هزار و صد و هشتاد و سومین سیارک کشف شده‌است که در ۲۶ سپتامبر ۱۹۹۸ کشف شد.
قدر مطلق سیارک برابر ۱۸.۶ است.